# Hlavně se s tím nesrat
Hlavně se s tím nesrat je první album od brněnské hudební skupiny Morčata na útěku, které vyšlo v roce 2004. Obsahuje 15 nahrávek.

## Obsazení
Morčata na útěku – všechny skladby
Nahráno a zpracováno v již zaniklém Studiu Forest v Brně-Soběšicích.

## Seznam skladeb
| Pořadí         | Název                                                                 | Délka |
| -------------- | --------------------------------------------------------------------- | ----- |
| 1.             | Hnisař (Daniel Landa – Krysař)                                        |       |
| 2.             | Gaystory - První máj (The Offspring – Pretty Fly)                     |       |
| 3.             | Hani & Iki (Visací Zámek – Traktor)                                   |       |
| 4.             | Pro Mirečka (Daniel Landa – Sen)                                      |       |
| 5.             | Karel sral (Olympic – Karneval)                                       |       |
| 6.             | Máš má motorová pilo dávno spát (Orlík – Bílej jezdec)                |       |
| 7.             | My žijem v Diamondu (XIII. Století – Metropolis)                      |       |
| 8.             | Krásný Pepek (Paul Anka – Diana)                                      |       |
| 9.             | Ožralá jsi jak ta kráva (Olympic – Jasná zpráva)                      |       |
| 10.            | Paťa na Aličce jel (Kabát – Čert na koze jel)                         |       |
| 11.            | Hromadný úbytek mechanických krtků (Daniel Landa – Vltava)            |       |
| 12.            | Vzpomínáme aneb Už je to tady zas (XIII. Století – Fatherland)        |       |
| 13.            | První rapová balada o tom, jak vybrali Black Diamond (Vlastní tvorba) |       |
| 14.            | Hlavně se s tím nesrat (The Offspring – Walla Walla)                  |       |
| 15.            | Severní Vietnam (Uhlíř & Svěrák – Severní vítr)                       |       |
| Celková délka: | Celková délka:                                                        | 53:48 |